# Union College
Union College è un'università privata di arti liberali di Schenectady nello stato di New York. Fondata nel 1795, fu la prima istituzione di studi superiori registrata dal New York State Board of Regents e la seconda nello stato di New York, dopo il Columbia College (ex King's College). Nel XIX secolo essa divenne nota come "Madre delle Fraternità", come tre delle prime fratellanze di lettera greca ivi fondate. Una volta ci si riferiva ad essa come una delle "Quattro Grandi", con l'Università di Harvard, l'Università Yale e l'Università di Princeton.
L'istituto iniziò ad accettare iscrizioni femminili nel 1970, dopo 175 anni come istituzione solo maschile. Il college offre un curriculum di arti liberali mediante 21 dipartimenti accademici, come opportunità per discipline accademiche interdipartimentali e per gruppi di discipline scelte individualmente. Esso offre un'ampia gamma di corsi in discipline umanistiche, scienze sociali, arti, scienze, letteratura e lingue straniere. La scuola si distingue tra i college di arti liberali offrendo anche diplomi pre-universitari (ABET) in ingegneria informatica, bioingegneria, ingegneria elettrotecnica e ingegneria meccanica. Circa il 60% degli studenti della Union s'impegna in qualche forma di studi internazionali o studi all'estero.

## Storia
Certificata nel 1795, l'Unione fu la prima istituzione laica di istruzione superiore negli Stati Uniti, e il secondo college fondato nello Stato di New York.
Dal 1636 al 1769, solo nove istituzioni di formazione superiore furono fondate su base permanente nell'America Coloniale. La maggior parte è stata fondata in associazione con denominazioni religiose britanniche dedicate alla perpetuazione delle loro rispettive denominazioni cristiane. Union College fu fondata su una più ampia base ecumenica.
Solo la Columbia University (fondata nel 1754 come King's College), aveva preceduto la Union in New York. Venticinque anni dopo crebbe l'impulso per un'altra istituzione. Come mutamenti culturali democratici nacquero e cominciarono a divenire dominante, i vecchi sistemi, in particolare i vecchi scopi e strutture di formazione superiore, cominciarono a essere contestati.
Schenectady era stata fondata e popolata da gente originaria dei Paesi Bassi. Con circa 4000 residenti, essa era la terza maggior città nello stato, dopo New York e Albany. La locale Chiesa Riformata Olandese cominciò a mostrare interesse nell'istituire colà un'accademia o college sotto i suoi auspici. Nel 1778, essa invitò il Rev. Dirck Romeyn del New Jersey a una visita. Ritornando a casa, egli redasse un piano nel 1782 per tale istituzione, e fu invitato due anni dopo a tornare per aiutarne la fondazione.
L'Accademia di Schenectady fu fondata nel 1785 come la prima scuola organizzata della città. Essa fiorì immediatamente, raggiungendo 100 iscrizioni così come uno degli elementari e pratici soggetti pensati principalmente per ragazze. Tentativi di classificare l'Accademia come un college con l'Università Statale di New York furono inizialmente respinti, ma nel 1794 la scuola cambiò il nome in "Union College", un nome scelto per riflettere la risoluzione dei suoi fondatori che la scuola doveva essere libera da ogni specifica affiliazione religiosa. L'istituzione che ne risultò ricevette la sua certificazione il 25 febbraio 1795, data ancora celebrata dal College come "Giorno della Fondazione".

### Diciannovesimo secolo
Nel 1836, l'anno della sua fondazione, l'Union College Anti-Slavery Society contava 51 membri. Essa pubblicò la sua Costituzione e Preambolo, con un indirizzo agli studenti—non solo quelli dell'Unione—invitandoli a unirsi alla causa abolizionista.
Union College veniva talvolta chiamato Schenectady College in quel periodo.

### Sigilli e motti
Come la maggior parte dei college, l'Union era profondamente radicata nella tradizione classica; comunque essa era anche insolitamente orientata al futuro. Quindi, l'Union scelse la moderna lingua francese — la Francia era allora il più rivoluzionario dei paesi—piuttosto che il latino per il suo motto. Il risultato dell'intero sigillo è al contempo storicamente espresso e distintamente moderno nel suo aspetto.
La testa della dea Minerva (Mitologia greca Atena) compariva nel centro di un ovale. Intorno a questo la scritta il francese "Sous les lois de Minerve nous devenons tous frères" (it.: Sotto le leggi di, tutti noi diventiamo fratelli). A questo fu aggiunto nel 2015: "et soeurs" (it.:"e sorelle").
Minerva era originariamente patrona delle arti e dell'artigianato, ma nel corso del tempo era evoluta divenendo un'icona della Rivoluzione scientifica e dell'Illuminismo. Alla fine del 18º secolo era invero diventata la rappresentante di tutte quelle qualità che sono desiderabili in un uomo razionale, virtuoso, prudente, saggio e "scientifico".
L'Union College ha avuto diciannove presidenti dalla sua fondazione nel 1795. La scuola ha la distinzione di aver avuto il più lungo periodo di carica di un Presidente di college nella storia degli Stati Uniti, Eliphalet Nott (62 anni).
L'attuale presidente è David R. Harris (2018–presente).

### Sviluppo del curriculum
Durante la prima metà del XIX secolo, gli studenti dei college americani avrebbero incontrato un corso di studi molto simile, un curriculum con poderosi fondamenti nelle tradizionali arti liberali. Ma negli anni 1820 tutto ciò cominciò a cambiare.

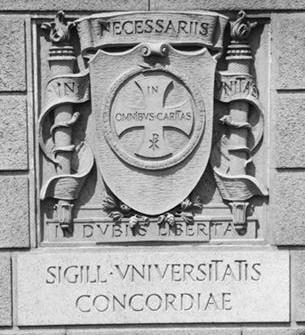
Il sigillo della Union University, sul muro esterno dello University Club of New York a Manhattan

Sebbene il Latino e il Greco fossero rimasti parte del curriculum, vennero adottati nuovi soggetti che offrivano maggiori applicazioni più aderenti alla vita commerciale della nuova nazione. La lingua francese fu gradualmente introdotta nel curriculum dei college, talvolta in sostituzione del Greco o dell'ebraico.
Un approccio alla modernizzazione fu il cosiddetto "corso parallelo di studio" in soggetti scientifici e "letterari". Ciò offrì un curriculum scientifico in parallelo a quello classico, per quelli studenti che volevano un trattamento più moderno di lingue moderne, matematica e scienze, uguali in dignità ai corsi tradizionali di studio.
L'Union College cominciò un curriculum scientifico parallelo nel 1828. Il suo programma di Ingegneria civile, introdotto nel 1845, fu il primo del suo genere in un college americano di arti liberali. Gli sforzi riformatori dell'Unione ebbero un tale successo che per il 1839 il College ebbe una delle maggior facoltà in educazione superiore americana e numero di iscrizioni superato solo dall'Università Yale.